# Liste der Bischöfe von Matera
Die folgenden Personen waren Bischöfe und Erzbischöfe von Matera-Irsina (Italien):

## Bischöfe von Matera
- 482 Equizio
- 484 Felix
- 601–630 Romano
- 632–650 Muntualdo
- 650–663 Peter I.
- 663–688 Silvio
- 690–708 Teodorico
- 708–730 Aleris
- 730–742 Stephan I.
- 742–756 Arnaldo I.
- 756–760 Berto
- 760–783 Leo I.
- 783–786 Lupo
- 786–798 Qualirio
- 798–801 Azzo
- 801–809 Adelchi
- 809–833 Leo II.
- 833–858 Gisepto
- 858–864 Giusto
- 864–869 Gualterio
- 869–874 Rodolfo
- 874–904 Leo III.
- 904–935 Andrea I.
- 935–972 Johannes I.
- 996–1003 Johannes II.
- 1003–1024 Stephan II.
- 1025–1038 Stephan III.
- 1038–1044 Alveferio
- 1044–1060 Godino I.

## Erzbischöfe von Matera
- 1060–1061 Godino II.
- 1061–1068 Stephan IV.
- 1068–1082 Benedikt
- 1082–1101 Arnaldo II.
- 1102–1142 Peter II.
- 1142–1151 Durante
- 1151–1178 Robert I.
- 1178–1184 Riccardo
- 1184–1194 Peter III.
- 1194–1197 Peter IV.
- 1198–1200 Rainald

## Erzbischöfe von Acerenza und Matera
- 1200–1231 Andrea II.
- 1231–1246 Andrea III.
- 1252–1267 Anselm
- 1268–1276 Lorenz
- 1277–1299 Peter V.
- 1300–1303 Gentile Orsini
- 1303–1306 Guglielmo
- 1306–1307 Landolfo (Beato)
- 1308–1334 Robert II.
- 1334–1343 Pietro de Felice
- 1344–1362 Giovanni Contello
- 1363–1377 Bartolomeo Prignano, der spätere Papst Urban VI.
- 1377–1378 Nicola Accorciamuro
- 1379–1380 Giacomo De Silvestro
- 1380–1391 Bisanzio Marrelli
- 1392–1394 Pietro de Baraballi
- 1394–1395 Antonio De Santis
- 1395–1398 Stefano Gobbieno
- 1398–1399 Tommaso Labini
- 1402–1407 Riccardo de Olibano
- 1407–1414 Nicola Piscicella
- 1414–1440 Manfredo D’Aversana
- 1440–1444 Maio D’Otranto
- 1444–1470 Marino de Paulis
- 1471–1482 Enrico Longuardo
- 1483–1518 Vincenzo Palmieri
- 1518–1527 Andrea Matteo Palmieri
- 1528–1530 Francesco Palmieri
- 1531–1550 Andrea Matteo Palmieri
- 1551–1556 Giovan Michele Saraceno
- 1557–1585 Sigismondo Saraceno
- 1585–1588 Francesco Antonio Santoro
- 1591–1591 Francesco Avellancida (20. März bis 3. September)
- 1594–1595 Scipione La Tolfa
- 1596–1600 Giovanni Trulles de Myra
- 1600–1600 Giovanni Battista del Tufo
- 1601–1601 Andrea de Franchi
- 1605–1610 Giuseppe de Rossi
- 1611–1619 Giovanni Spilla, O.P.
- 1622–1630 Fabrizio Antinori
- 1631–1638 Giovan Domenico Spinola
- 1638–1647 Simone Carrafa
- 1648–1665 Giovan Battista Spinola
- 1665–1676 Vincenzo Lanfranchi
- 1678–1702 Antonio de Los Ryos Y Culminarez
- 1703–1722 Antonio Maria Brancaccio
- 1723–1730 Giuseppe Maria Positano
- 1730–1737 Alfonso Mariconda
- 1737–1738 Giovanni de Rossi
- 1738–1754 Francesco Lanfreschi
- 1754–1757 Antonio Ludovico Antinori
- 1759–1762 Serafino Filancieri
- 1763–1768 Niccolò Filomarini
- 1768–1774 Carlo Parlati
- 1775–1776 Giuseppe Sparano
- 1776–1796 Francesco Zunica
- 1797–1834 Camillo Cattaneo della Volta
- 1834–1854 Antonio di Macco
- 1855–1867 Gaetano Rossini
- 1871–1879 Gesualdo Loschirico
- 1880–1890 Gesualdo Loschirico
- 1890–1892 Francesco M. Imparati
- 1893–1894 Raffaele di Nonno
- 1895–1899 Diomede Angelo Raffaele Gennaro Falconio, O.F.M.
- 1899–1906 Raffaele Rossi
- 1907–1945 Anselmo Filippo Pecci, O.S.B.
- 1946–1954 Vincenzo Cavalla

## Erzbischöfe von Matera
- 1954–1974 Giacomo Palombella

## Erzbischöfe von Matera und Irsina
- 1974–1987 Michele Giordano
- 1988–1993 Ennio Appignanesi
- 1993–2003 Antonio Ciliberti
- 2004–2015 Salvatore Ligorio, dann Erzbischof von Potenza-Muro Lucano-Marsico Nuovo
- 2016–2025 Antonio Giuseppe Caiazzo
- seit 2025 Benoni Ambarus